# Gabriel Cossart
Pour les articles homonymes, voir Cossart.
Gabriel Cossart (Pontoise, 22 novembre 1615-Paris, 18 septembre 1674) est un historien jésuite français. Cossart est célèbre pour sa collaboration aux Conciles de Philippe Labbe, dont il publia seul les huit derniers volumes. Ses discours et ses vers latins, recueillis par le Père de La Rue, ont été publiés en 1675 et en 1723.

## Biographie
Né à Pontoise  22 novembre 1615, il professa pendant sept années la rhétorique au Collège de Louis-le-Grand. Cette place le mit dans la nécessité de parler plusieurs fois en public, et les discours qu’il prononça ajoutèrent à sa réputation. Il avait fait son étude unique des écrivains de l’antiquité ; mais il réussissait mieux à en expliquer les beautés qu’à les faire passer dans ses ouvrages. Sa latinité est pure sans être exempte des néologismes et des constructions modernes. Sans être poète, il avait composé une assez grande quantité de vers ; mais il se contentait de les lire à ses amis, et jamais il ne voulut permettre qu’on les imprimât. Les deux épîtres dans lesquelles il s’est proposé d’imiter Horace, sont les seules pièces que distinguent dans son recueil et que relisent encore les amateurs de la poésie latine. Le P. Charles de La Rue, son confrère et son ami, a recueilli ses discours et ses vers et en a publié à Paris en 1675, in-12, une édition précédée d’une préface dans laquelle il apprécie le talent de Cossart comme orateur et comme poète. Ce recueil a été réimprimé en 1723, in-12. Jean de Santeul a fait, en vers latins, le Tumulus P. Cossartii, attaqué par Boileau et défendu par son auteur. Cossart a coopéré à l’édition des Conciles, entreprise par le P. Labbe, et, après la mort de son collaborateur, en a publié seul les huit derniers volumes, depuis le 11e jusqu’au 18e. Le P. Cossart avait établi, a l’entrée du faubourg Saint-Jacques, une maison, qui subsistait encore en 1720, pour recevoir et entretenir gratuitement de pauvres écoliers qui étaient connus sous le de Cossartins.

## Œuvres
- Orationes et Carmina, Paris, apud Sebastianum Mabre-Cramoisy, 1675 (lire en ligne).
- Sacrosancta Concilia ad Regiam editionem exacta, Lutetiæ Parisiorum, Impensis Societatis Typographicæ Librorum Ecclesiasticorum jussu Regis constitutæ, 1671-1672